# Merneptah
Merneptah, Merenptah, eller Menefta var farao i Egypten 1213–1203 f.Kr., som den fjärde i den nittonde dynastin. Han var Ramses II:s trettonde son och kom till makten, som sextioåring, först efter att de äldre av hans bröder hade avlidit. Fadern var över nittio år då han dog. 

## Biografi
Merneptah var troligtvis Ramses II:s andra fru Istnofrets fjärde barn. Han gifte sig med en kvinna vid samma namn, som troligtvis var hans syster. Med henne fick han Seti-Merneptah som kom att bli Seti II. Han var även gift med Takhat, troligtvis mor till efterträdaren Amenmesse.
Merenptah är enligt vissa bibelforskare en av de faraoner som sägs kunna vara den farao som omnämns i Andra Mosebok, eftersom folket Israel nämns i en av hans inskriptioner; Merneptahstelen.
Han dog av hög ålder och begravdes i Konungarnas dal, i KV8, men hans mumie återfanns inte i graven, utan upptäcktes 1898 bland arton andra mumier i Amenhotep II:s grav KV35.